# Meczet Piątkowy w Eupatorii
Meczet Piątkowy – meczet w Eupatorii, zbudowany przez jednego z największych architektów tureckich XVI wieku Hoca Mimar Sinana. Jest wzorowany na Hagia Sophia w Stambule. 

## Historia powstania i opis budowli
Budowę meczetu rozpoczęto w 1552 roku na polecenie, panującego w latach 1551–1577 chana Dewlet I Gireja. Ukończenie budowy nastąpiło 12 lat później, w 1564 roku. Meczet pozostał w prawie niezmienionej formie do dziś.

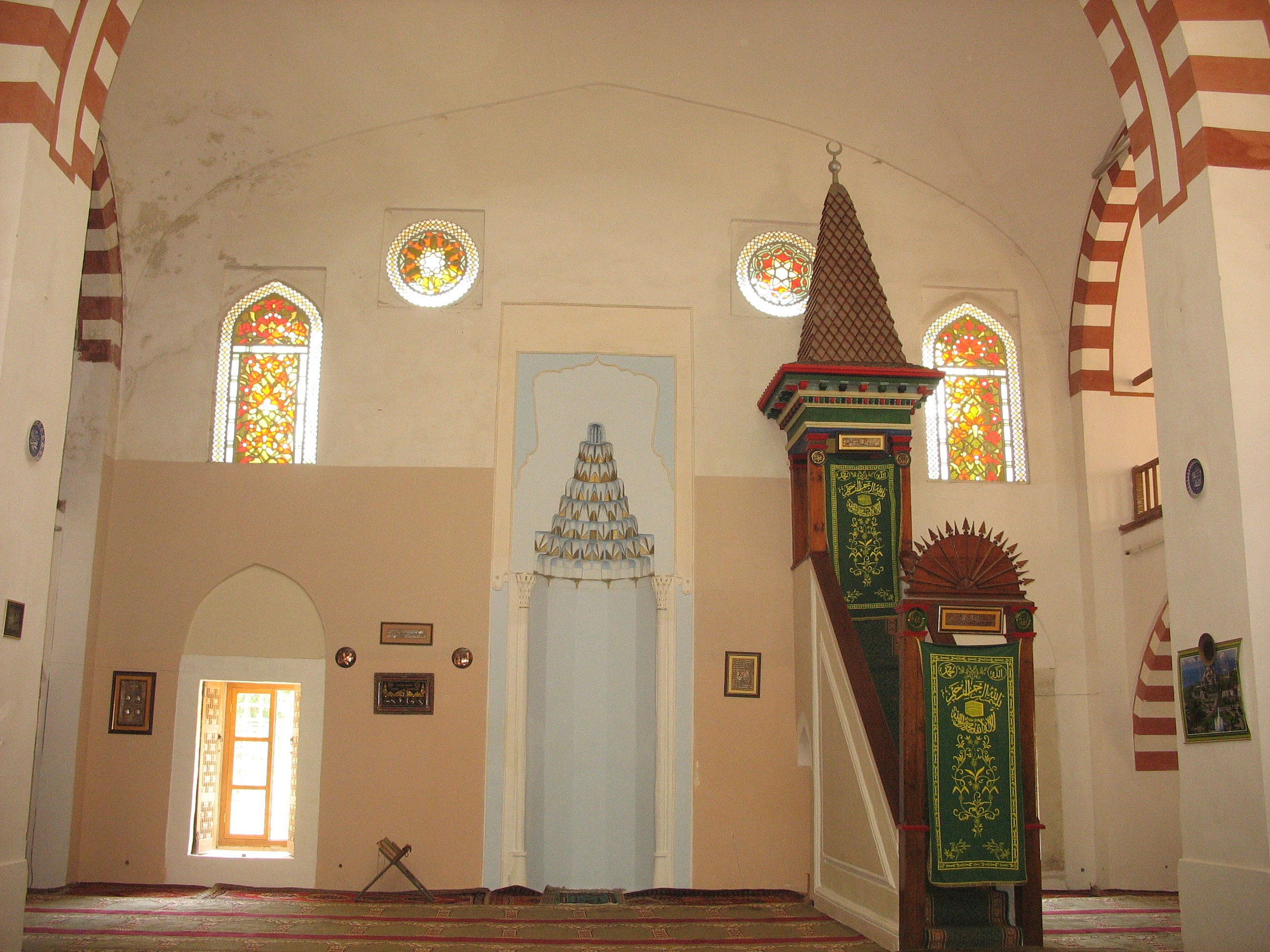
Wnętrze Meczetu Piątkowego

Meczet ma kształt prostopadłościanu o podstawie kwadratu szerokości około 21 metrów i wysokości nawy głównej 22 metry. Od trzech stron, kopuły głównej, zachodniej, północnej i południowej znajduje się łącznie 11 mniejszych kopuł. Główne wejście znajduje się od strony północnej, a dodatkowe 3 wejścia znajdują się od strony wschodniej i zachodniej. Wnętrze świątyni podzielone jest na trzy nawy. Centralna ma szerokość 11,5 m, a dwie boczne po 4,65 m. Wewnątrz meczet otoczony jest z trzech stron drewnianą galerią. 
Meczet posiada dwa 35-metrowe minarety, po jednym od strony zachodniej i wschodniej. Oba minarety zostały przebudowane w XIX wieku z powodu ich bardzo złego stanu technicznego. Na minaretach znajdują się dwa balkony, z których muezzin wzywał wiernych na modlitwę. 

### Cmentarz wokół meczetu
Wokół meczetu znajduje się kilka grobów. 

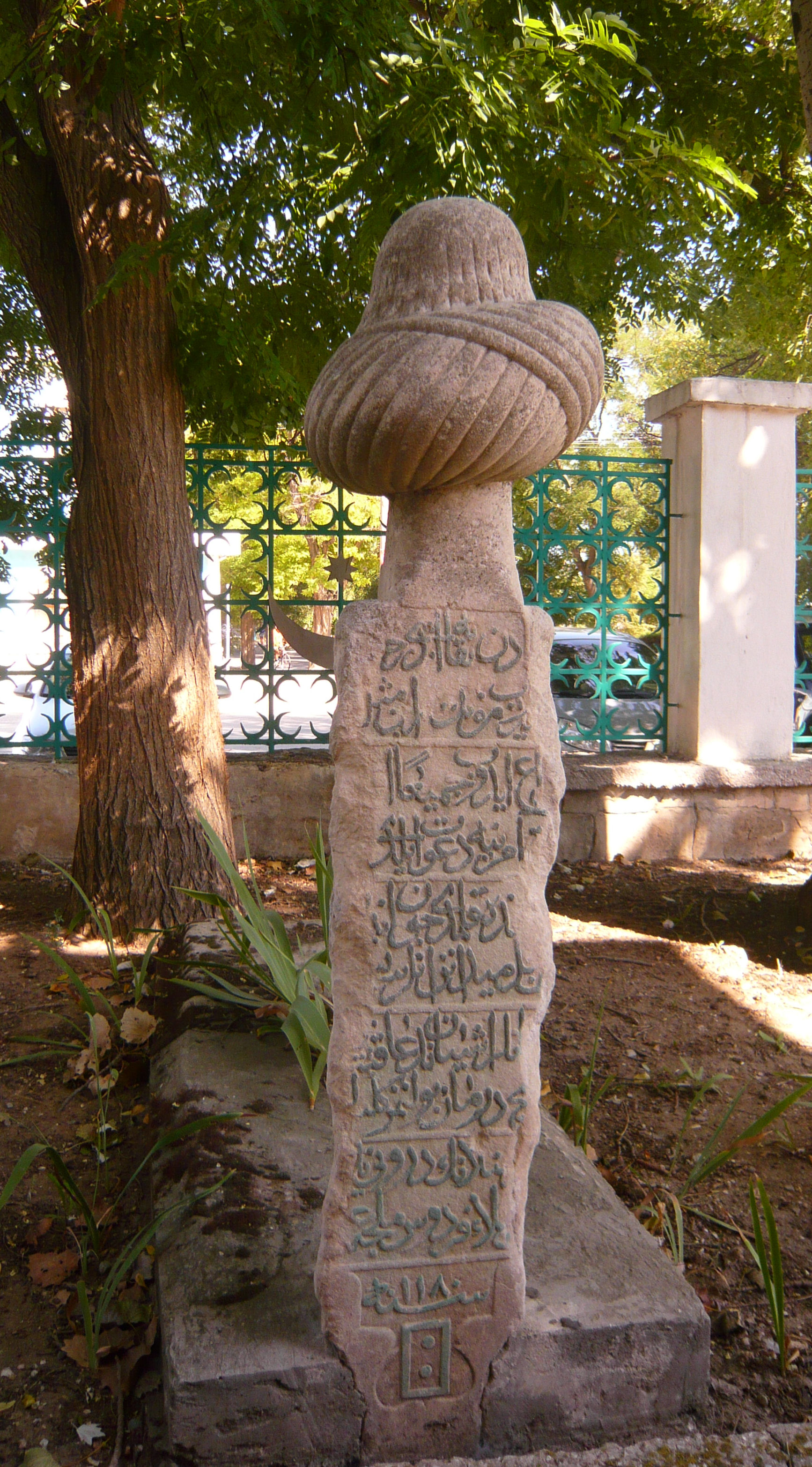
Grób na dziedzińcu meczetu